# Рок-н-ролл мёртв
«Рок-н-ро́лл мёртв» — песня рок-группы «Аквариум» из альбома «Радио Африка» (1983), один из главных хитов группы и её «визитная карточка». 
Автор слов и музыки — Борис Гребенщиков (БГ). 
В перечне песен на альбоме располагается под шестым номером.

Рок-н-ролл мёртв, а я ещё нет,

Рок-н-ролл мёртв, а я…

Те, что нас любят, смотрят нам вслед.

Рок-н-ролл мёртв, а я ещё нет.

Песня заняла 78-ю строчку в списке «100 лучших песен русского рока в XX веке» по версии «Нашего Радио».

## История создания
Песня была сочинена Борисом Гребенщиковым в 1982 году в период работы над альбомом «Табу» при следующих обстоятельствах:

Курёхин хмурился на «слишком прямо роковую» гитару Ляпина; думаю, что Ляпин с удовольствием играл бы больше, громче и с меньшим количеством фортепианного колочения; мне же (как известному коту Леопольду) хотелось, чтобы все жили дружно, и ещё — чтобы альбом получился фантастически хорошим. Поэтому часто приходилось спасаться от страстей на балконе студии, где, по этому случаю, и написался в период записи «Табу» «Рок-н-Ролл Мёртв».
— Гребенщиков Б. Б. Краткий отчёт о 16 годах звукозаписи. 1997.
Весной 1983 года «Аквариум» приступил к записи альбома «Радио Африка», в который была включена и песня «Рок-н-ролл мёртв». Классическая аранжировка этой композиции была придумана Александром Ляпиным. Песня была дописана в откомандированной в Ленинград передвижной студии MCI московского отделения фирмы «Мелодия» на финальной стадии записи и сведения альбома в период с 18 по 28 июля 1983 года:

Как-то ночью мы с Ляпиным то ли после репетиции, то ли после концерта тащились по Малой Садовой в поисках алкоголя и набрели на мобильную студию, которая была пришвартована к «Дому Радио». Дверь была приоткрыта и оттуда доносилась музыка Beatles. Мы были очень коммуникабельны и решили заглянуть. Мы были с инструментами, и ребята, которые там были, нас не испугались и пригласили зайти.
Это оказалась фантастического уровня шестнадцатиканальная студия. Мы познакомились с Виктором Глазковым и уже через несколько дней писали треки, которые не успели сделать у Тропилло.
Я записал виолончель в песне про «Архангельского всадника»… Также, в этой же студии, мы записывали голоса в песне «Рок-н-ролл мёртв». Это программное произведение, которое неизменно становилось кульминацией любого концерта, совершенно провалилось в студии. Соло Саши Ляпина красиво, но лишено того прорыва, которого он добивался на концертах. Наши три голоса были записаны с разной обработкой в разных акустических пространствах. Правда, они были спеты с разной динамикой, Дюша там почему-то очень сильно кричит.
— Из книги Всеволода Гаккеля «Аквариум как способ ухода за теннисным кортом»
По мнению Артемия Троицкого, песня «Рок-н-ролл мёртв» с композицией «Мы никогда не станем старше», вышедшей на бутлеге «Арокс и Штёр» (1982) и концертном альбоме «Электрошок» (1982), были написаны под несомненным влиянием Джима Моррисона[каким?] и стали кульминацией новой электрической программы «Аквариума».
Некоторые журналисты, а также сам Гребенщиков также отмечают схожесть мелодии этой песни с композицией Патти Смит «Ghost Dance».

## Реакция и критика
Несмотря на то, что первые отклики в подпольной рок-прессе на альбом «Радио Африка» были положительными, запись песни «Рок-н-ролл мёртв» была воспринята неоднозначно:

Основной хит альбома, конечно, «Рок-н-ролл мёртв, а я ещё нет». Но его постигла судьба «Пепла» с «Табу». На концерте эти вещи имеют почти материальную сущность, в студии они теряют половину. Что же касается смысла текста, который уже вызвал дурацкие споры и обсуждения «всерьёз» — «а мёртв ли рок-н-ролл на самом деле» и тому подобное, то надо отметить, что заявление это весьма самоуверенное.
— Из рецензии А. Зелёного, К. Кича (Александра Старцева) в журнале «Рокси», № 6, ноябрь 1983 года.
В дальнейшем песня стала, по определению А. Троицкого, своеобразным гимном советского рока:

Если бы провести сейчас опрос на тему «Какая из советских рок-песен подошла бы вам в качестве гимна?» — большинство, я думаю, назвало бы «Рок-н-ролл мёртв» «Аквариума»…— Артемий Троицкий

Спустя четверть века после написания песни «Аквариум» по-прежнему исполнял её на концертах, а сам Гребенщиков дал ей следующую оценку:

Вы на каждом из своих концертов исполняете песни из альбомов, написанных в разное время. Как вы думаете, ваши песни взрослеют вместе с вами?

Б. Г.: Это смело сказано, потому что многие песни себя заявили вспышкой. И они актуальны только в один момент. Но есть и другие. Например, понятно, что когда мы сегодня отыграли «Рок-н-ролл мёртв» — это песня не про 82 год, эта песня про сегодня. Каждое слово попадает на удивление точно.
(Из интервью после концерта в Нижнем Новгороде 25 апреля 2007 года.)

## Гитарное соло
Транскрипция гитарного соло Александра Ляпина включена Сергеем Поповым в учебное пособие для гитаристов «Рок-импровизация» («Guitar College», 2004). Анализируя дидактические возможности соло, С. Попов отмечает «классичность и правильность языка, полезное и насыщенное информацией содержание, логичность структуры и соблюдение синтаксиса, доступность для исполнения, и, наконец, образность». В содержании издания соло курьёзным образом отнесено к 1974 году.

## Альбомы
Альбомы и компиляции, в которые попала песня:
- Радио Африка (1983)
- Red Wave (1986)
- Аквариум. Хрестоматия (1980-87) (1997)
- 20 Избранных Песен. Хрестоматия. Версия 1.2 (1999)
- Территория (2000)
- 50 БГ (2003)

## Кавер-версии
- Джоанна Стингрей — «Rock n Roll’s Dead» (англоязычная версия, альбом «Rock Me, But Don’t Disrupt My Mind», 1987)
- Максим Леонидов записал песню на иврите под названием «Rock’n’Roll Met» на своём израильском альбоме «Maxim» (1992)[16][неавторитетный источник].
- Вячеслав Бутусов и группа «Ю-Питер» — «Рок-н-ролл мёртв» (сборник разных исполнителей «Трибьют Бориса Гребенщикова. Часть 2. Земля», 2003)
- Александр Пушной — «HeavyMetall МЕРТВ!»[17]
- Полынь — «Rock is мертв» (на мотив «Rock is dead» Marilyn Manson)
- НАИВ — «Рок-н-ролл мёртв» (альбом «Rock'n'Roll мёртв?», 2003)
- Слот — «Рок-н-ролл мёртв» (альбом «F5», 2011)
- Mujuice — «Рок-н-ролл мёртв» (проект «Re:Аквариум» сайта Лента.ру, 2012)
- ЧайФ — «Рок-н-ролл мёртв» (Нашествие-2012)
- Жара — «Рок-н-ролл мёртв» (проект «Re:Аквариум» сайта Лента.ру, 2012)
- Нейро Дюбель — «Рок-н-ролл мёртв» (альбом «На Марс!», 2015)[18]
- ДДТ — «Рок-н-ролл мёртв» (Наши в городе, 2016)[19]
- Константин Ступин — «Rock-n-roll is dead»

## Переводы
Известны как минимум четыре перевода песни на английский язык — Захара Василюка, Михаила Морозова, Татьяны Мальковой и тот, который мы слышим в кавере Джоанны Стингрей «Rock’n’Roll’s Dead». Песню в переводе на иврит исполнял Максим Леонидов.

## В записи участвовали
- Борис Гребенщиков — гитара, вокал
- Михаил Васильев — бас-гитара
- Александр Ляпин — электрогитара
- Андрей Романов — вокал
- Всеволод Гаккель — вокал
- Пётр Трощенков — ударные